# Островский, Борис Леонидович
 Борис Леонидович Островский  (1896 —7 марта 1944 года)— российский и советский военачальник, гвардии майор, участник Первой мировой войны, Гражданской войны в России и Великой Отечественной войны. Командир 17-го гвардейского воздушно-десантного полка 6-й гвардейской воздушно-десантной дивизии. Погиб в бою.

## Биография

### Начальная биография
Русский. Родился в 1896 году в г. Нижнем Новгороде в семье дворянина.
Беспартийный.

### В РИА
1 июня 1915 г. окончил Александровское военное училище в Москве.
Участник Первой мировой войны, подпоручик, зачислен в 281-й пехотный Новомосковский полк. 
Участвовал в боях на Румынском фронте. 
В 1917 г. ранен в обе ноги 1.

### В РККА
В РККА с 10 мая 1918 г.
В 1918 г. командир батальона 174-го Самарского стрелкового полка.
Помощник командира и командир 172 Петроградского стрелкового полка.
В 1919 г. командир батальона, помощник командира 93-го стрелкового полка 11-й Петроградской стрелковой дивизии.
В 1920 г. зав оперативной частью штаба 31 бригады 4 стр. дивизии.

### После Гражданской войны
Помощник начальника штаба 31-й бригады 11-й стрелковой дивизии, командир взвода, помощник командира роты 4-х военно-инженерных курсов комсостава РККА, командир роты 80-х пехотно-пулеметных курсов комсостава, адъютант штаба 10-й бригады 4-й стрелковой дивизии, командир роты, батальона 144-го стрелкового полка, начальник штаба 143-го стрелкового полка.
С 26 мая 1928 г. – уволен в запас РККА.
Работал начальником АХО всесоюзного объединение «Заготзерно»
Проходил военные сборы преподавателем Хлебниковских КУКЗ в 1934 г. 75 дней.
Помощником начальника 1 отдела штаба 16 корпуса в 1935 г. 45 дней.

### В Великую Отечественную войну
В июне 1941 г. призван по мобилизации Москворецким РВК г. Москвы и направлен в 174 полк войск НКВД.
В 1943 г. заместитель командира 266 стр. полка Сухумской дивизии внутренних войск НКВД.
С 21.12.1943 г. в распоряжении ВС 2 Украинского фронта (пр. ГУК НКО 02568)
Врид командира, командир 17-го гвардейского воздушно-десантного полка 6-й гвардейской воздушно-десантной дивизии.
Убит в бою за деревню.
Похоронен в ограде церкви села Антоновка Тальновский район Киевской области.

## Награды
- Орден Красное Знамя РСФСР(№13429. Приказ РВСР №353 от 31 декабря 1921 года.)[1]
- Орден Красное Знамя РСФСР(Вторичное награждение.Приказ РВСР №66 от 7 марта 1922 года.)[2]
- Орден Отечественной войны I степени (31 мая 1943 г.)[1]
- Орден Отечественной войны I степени. (посмертно 5 апреля 1944 г.)[3]
- Орден Красной Звезды (апрель 1942 г.)[4]
- Медаль XX лет РККА (1938)

## Чины, звания
- Нижний чин с 1915 г.
- Прапорщик
- Подпоручик
- Капитан (1938 г. НКО №2071/з)
- Майор
- Гвардии майор (1943 г.)

## Память
- Его имя увековечено в Главном Храме Вооружённых сил России, и навсегда запечатлено на мемориале «Дорога Памяти».
- На могиле установлен надгробный памятник.